# Dysalotus
Dysalotus – rodzaj ryb z rodziny paszczękowatych (Chiasmodontidae).

## Klasyfikacja
Gatunki zaliczane do tego rodzaju:
- Dysalotus alcocki
- Dysalotus oligoscolus